# Бубнов, Василий Александрович
Василий Александрович Бу́бнов (8 ноября 1942 года, Москва, РСФСР, СССР — 24 октября 2021 года, Москва) — советский и российский художник-монументалист. Академик Российской академии художеств (2021).

## Биография
Родился 8 ноября 1942 года в Москве в семье художника А. П. Бубнова.
В 1961 году — окончил МСХШ, в 1967 году окончил — монументально-декоративный факультет Московского высшего художественно-промышленного училища (сейчас Московская художественно-промышленная академия имени С. Г. Строганова), специальность — художник-монументалист, руководитель творческой мастерской по диплому — Василий Фёдорович Бордиченко.
С 1970 года — член Московского союза художников.
Заместитель председателя правления (1990—1995), в 1996 по 2005 годах — председатель правления МСХ (1996—2005).
С 2006 года — председатель правления СХМДИ МСХ.
В 2007 году — избран академиком Российской академии художеств от Отделения живописи.
Член Комиссии по монументальному искусству Мосгордумы.
Скончался в Москве 24 октября 2021 года в бассейне в Московском фитнес-клубе, врачам спасти не удалось. Похоронен на Новодевичьем кладбище (место 6-5-8).

## Творческая деятельность
Основные проекты и произведения:
- Живописные: «Семья» (1973), «Болгарская свадьба» (1979), «Зеленый сад» (1983), «Мастерская. Работа с металлом» (1984), «Портовая улица» (1989)
- Рисунки (карандаш): «Карпаты» (1971), «Церковь под Истрой» (1973 г.), «Скит Никона» (1975)
- Серии: «Артек-Гурзуф» (1977), «Москва» (1989)
- Пастели: «Париж» (1997), «Париж 2000» (2001)

Монументально-декоративные работы в России и за рубежом: Театр музыкальной комедии в Одессе (в соавторстве с В. С. Шапошниковой), Кредо-банк, Москва, (интерьер, декоративная композиция, 1966), Общественные сооружения в Автозаводском районе города Тольятти, Посольство СССР (России) в Мавритании, Нуакшот (фонарь у главного входа и люстры в интерьерах, 1976), Декоративные росписи в Олимпийской деревне (Москва, 1978),Панно в санатории ЦК КПСС Киргизии на озере Иссык-Куль (1979 г.), Генконсульство СССР (России) в Швеции, Гётеборге (зал приёмов, 1981), Дом ветеранов кино в Москве, пионерский лагерь Артек, санаторий Министерства обороны «Марфино».
Станции московского метро: «Пушкинская» (люстры, в соавторстве Г. Я. Смоляковым, 1975), «Печатники» (в соавторстве с В. С. Шапошниковой, роспись холодными эмалями по нержавеющей стали, 1994), Петровский Парк (в соавторстве с Е. В. Бубновой, панно и витражи, 2018).
Станция метро «Московская» в Праге (в соавторстве с В. П. Неклюдовым и П. А. Шорчевым, рельеф, 1985)
Произведения находятся в собраниях Московского музея современного искусства, Музея народов Востока, Художественного музея Тулы, музея «Новый Иерусалим» (Истра), музея в Переславле Залесском, музее города Тикси, музея МГУ.

## Награды
- медаль ордена  «За заслуги перед Отечеством» II степени (2003)[5]
- заслуженный художник Российской Федерации (1997)[6]
- премия города Москвы в области литературы и искусства (2010) — за серию работ «Сто непарадных портретов Москвы»[7]